# Aegialoalaimus tenuicaudatus
Aegialoalaimus tenuicaudatus är en rundmaskart. Aegialoalaimus tenuicaudatus ingår i släktet Aegialoalaimus, och familjen Axonolaimidae. Arten är reproducerande i Sverige.